# 60S
60S és la subunitat ribosòmica gran dels eucariotes. Correspon funcionalment i estructural a la 50S dels procariotes.
Es compon de:
- 5S
- 28S
- 5m8S